# Lijst van voetbalinterlands Brazilië - Thailand (vrouwen)
Deze lijst van voetbalinterlands is een overzicht van alle officiële voetbalinterlands tussen de nationale vrouwenteams van Brazilië en Thailand. De landen hebben tot nu toe één keer tegen elkaar gespeeld.

## Wedstrijden
| № | Plaats   | Datum       | Competitie                              | Wedstrijd           | Uitslag |
| - | -------- | ----------- | --------------------------------------- | ------------------- | ------- |
| 1 | Jiangmen | 5 juni 1988 | FIFA Women's Invitation Tournament 1988 | Brazilië − Thailand | 9 − 0   |

## Samenvatting
| Competitie                         | Totaal gespeeld | Winst Brazilië | Gelijk | Winst Thailand | Doelsaldo Brazilië – Thailand |
| ---------------------------------- | --------------- | -------------- | ------ | -------------- | ----------------------------- |
| FIFA Women's Invitation Tournament | 1               | 1              | 0      | 0              | 9 − 0                         |
| Totaal                             | 1               | 1              | 0      | 0              | 9 − 0                         |